# 슬치
슬치(瑟峙)는 전북특별자치도 임실군 관촌면과 완주군 상관면 사이에 있는 전북특별자치도의 고개이다. 슬치의 밑으로는 전라선의 슬치터널, 순천완주고속도로의 터널인 슬치터널이 관통하고 있다. 전라선, 순천완주고속도로, 국도 제17호선 등이 근처에 있으며 남원시, 전주시의 관문이다. 슬치의 높이는 해발 250m이다.

## 전주천
임실군 관촌면 지역 슬치는 전주천의 발원지이다. 전주천은 전주시와 완주군을 남북으로 잇고 전주시의 중심부를 흐르며, 그 주변으로 편백나무 숲, 죽림온천역 등이 위치해 있다.